# Brent Huff
Brent Huff (ur. 11 marca 1961 w Springfield) – amerykański aktor, reżyser i scenarzysta filmowy i telewizyjny, wykładowca aktorstwa na The Performer's Academy w miejscowości Laguna Woods w Kalifornii, były model. Uchodzi za aktora kultowego wśród miłośników niskobudżetowych, kiczowatych produkcji kina sensacyjnego z końca lat 80.

## Życiorys

### Wczesne lata
Urodził się w Springfield w stanie Missouri. Studiował teatroznawstwo na University of Missouri, gdzie grał także w uczelnianej drużynie koszykówki. Po ukończeniu studiów przeniósł się do Kalifornii i osiadł w Los Angeles, gdzie rozpoczął karierę aktorską.

### Kariera
Jeszcze w trakcie nauki w szkole średniej debiutował jako statysta w filmie Johna Guillermina King Kong (1976) z Jeffem Bridgesem i Jessicą Lange. Został odkryty przez agencję Ford Models (wówczas znaną jako Ford Modeling Agency) i wkrótce przeprowadził się z Los Angeles do Nowego Jorku. W latach osiemdziesiątych był już popularnym modelem. Promował między innymi takie marki, jak Giorgio Armani, Gianni Versace, Valentino Garavani, Calvin Klein czy L&M, gościł na okładkach magazynów „Vogue”, „Glamour” i „GQ”.
Głównie kojarzony jest z pierwszoplanową rolą Willarda w erotycznym filmie przygodowym Gwendoline (1984), w zdobyciu której pomogła mu znacznie sukcesywna kariera modela. Inne znane filmy z jego udziałem to Dziewięć śmierci ninja (Nine Deaths of the Ninja, 1985), który to wypromował go jako aktora, oraz Trener (Coach, 1978). Wystąpił w licznych filmach akcji, z których najpopularniejsze to Strike Commando 2 (1988), Cop Game (1988) i Odpowiedź zbrojna (Armed Response, 1986) z Davidem Carradine; w pierwszym z nich wcielił się w kultową w pewnych kręgach rolę komandosa Michaela Ransoma. Przy kilku projektach współpracował z włoskim twórcą filmów niskobudżetowych Brunonem Mattei, a w latach 1993–1995 zagrał w czterech telewizyjnych filmach niemieckich.
Huff występował też w serialach telewizyjnych, takich jak JAG – Wojskowe biuro śledcze (JAG), Dowody zbrodni (Cold Case) czy Mad Men.
Wyreżyserował dwa filmy dokumentalne oraz dwanaście filmów fabularnych (pełno- lub krótkometrażowych): It's a Kid's World (2011), Helpless (2010), Hero (2010), Last Will (2010), Serbian Scars (2010), Cat City (2008), Welcome to Paradise (2007), Nocnych łowców (Treasure Riders, 2007), Lap Dancing (2003), 100 Mile Rule (2002), Doborową kompanię (The Bad Pack, 1997), We the People (1994). Wraz z George’em Sandersem napisał scenariusz do thrillera Magic Man (2009), w którym wystąpiły gwiazdy Hollywood – między innymi Billy Zane, Bai Ling i Robert Davi. Jego głos wykorzystywano w reklamach amerykańskiej stacji telewizyjnej E! Entertainment.

## Życie prywatne
5 listopada 1989 ożenił się z Shawn, mają córkę Bailey. Zamieszkał w Los Angeles.

## Nagrody
| Rok  | Nagroda                                                       | Kategoria                               | Film                       |
| ---- | ------------------------------------------------------------- | --------------------------------------- | -------------------------- |
| 2003 | Audience Choice Award podczas Stony Brook Film Festival       | Najlepszy reżyser                       | 100 Mile Rule (2002)       |
| 2007 | Best Feature Film podczas Christian WYSIWYG Film Festival     | Najlepszy reżyser, najlepszy scenariusz | Welcome to Paradise (2007) |
| 2010 | Nagroda Jurorów podczas Riverside International Film Festival | Najlepszy reżyser                       | Helpless (2010)            |
| 2010 | Nagroda Główna podczas San Diego Indie Fest                   | Najlepszy reżyser                       | Helpless (2010)            |
| 2011 | Film Award podczas International Family Film Festival         | Najlepszy reżyser                       | Hero (2010)                |

## Filmografia

### Obsada aktorska

#### Filmy fabularne
| Rok  | Tytuł                                             | Rola                                   | Reżyser                                                   |
| ---- | ------------------------------------------------- | -------------------------------------- | --------------------------------------------------------- |
| 1976 | King Kong                                         | statysta                               | John Guillermin                                           |
| 1978 | Trener (Coach)                                    | Keith                                  | Bud Townsend                                              |
| 1984 | Fantastyczne lato (Summer Fantasy, TV)            | Samuels                                | Noel Nosseck                                              |
| 1984 | Gwendoline                                        | Willard                                | Just Jaeckin                                              |
| 1985 | Dziewięć śmierci ninja (Nine Deaths of the Ninja) | Steve Gordon                           | Emmett Alston                                             |
| 1985 | Śmiertelna namiętność (Deadly Passion)            | Sam Black                              | Larry Larson                                              |
| 1986 | Odpowiedź zbrojna (Armed Response)                | Tommy Roth                             | Fred Olen Ray                                             |
| 1987 | Stormquest (El ojo de la tormenta)                | Zar                                    | Alejandro Sessa (w napisach: Alex Sessa)                  |
| 1988 | Cop Game (Gioco di poliziotto)                    | Morgan                                 | Bruno Mattei (w napisach: Bob Hunter)                     |
| 1988 | Strike Commando 2 (Trappola diabolica)            | sierżant Michael Ransom                | Bruno Mattei (w napisach: Vincent Dawn), Claudio Fragasso |
| 1989 | Urodzony morderca (Nato per combattere)           | Sam Wood                               | Bruno Mattei                                              |
| 1990 | Na tropie kondora (Sulle tracce del condor)       | Steve Roberts                          | Sergio Martino (w napisach: Martin Dolman)                |
| 1992 | Złudne szczęście (Falling from Grace)             | Parker Parks                           | John Mellencamp                                           |
| 1993 | Das Paradies am Ende der Berge (TV)               | Werner Sternbach-Stolze                | Otto Retzer                                               |
| 1993 | Laserowa misja 2 (Der Blaue Diamant, TV)          | Robert Birnbaum                        | Otto Retzer                                               |
| 1993 | Tierärztin Christine (TV)                         | Georg Raiser                           | Otto Retzer (w napisach: Otto W. Retzer)                  |
| 1994 | Szpiedzy (I Spy Returns, TV)                      | Tilden                                 | Jerry London                                              |
| 1994 | We the People                                     | Red                                    | Brent Huff                                                |
| 1995 | Der schwarze Fluch – Tödliche Leidenschaften (TV) |                                        | Otto Retzer                                               |
| 1995 | Tinkercrank                                       | Tinkercrank                            | John Stanley                                              |
| 1996 | Oblivion 2: Backlash                              | Long John                              | Sam Irvin                                                 |
| 1997 | Doborowa kompania (The Bad Pack)                  | Callin                                 | Brent Huff                                                |
| 1997 | Prywatne śledztwo (Hollywood Confidential, TV)    | Lawrence Brent                         | Reynaldo Villalobos                                       |
| 1997 | Przerwany rejs (Dead Tides)                       | agent Adams                            | Serge Rodnunsky                                           |
| 1998 | Babski wieczór (Girls’ Night)                     | Bobby Joe                              | Nick Hurran                                               |
| 1998 | Operacja Skorpion (Scorpio One)                   | Till                                   | Worth Keeter                                              |
| 1999 | Zemsta mafii (Hitman's Run)                       | Randall Garrett                        | Mark L. Lester                                            |
| 1999 | Pęd ku zagładzie (Hijack)                         | David Anderson                         | Worth Keeter                                              |
| 1999 | Gorące chłopaki (Hot Boyz, wideo)                 | oficer Mack                            | Master P                                                  |
| 2000 | Zatopieni (Submerged)                             | agent Mack Taylor                      | Fred Olen Ray                                             |
| 2000 | Piękna (Beautiful)                                | mężczyzna prowadzący konkurs piękności | Sally Field                                               |
| 2003 | Final Examination                                 | Shane Newman                           | Fred Olen Ray                                             |
| 2003 | Bad Bizness                                       | Pete Springer                          | Jim Wynorski (w napisach: Bob E. Brown), Albert Pyun      |
| 2004 | Temptation                                        |                                        | Mark Tarlov                                               |
| 2005 | Glass Trap                                        | Dennis                                 | Fred Olen Ray                                             |
| 2005 | New Car Smell (TV)                                | Brent                                  | David Schwimmer                                           |
| 2006 | Zombie (Dead & Deader, TV)                        | oficer Raimi                           | Patrick Dinhut                                            |
| 2009 | Serbian Scars                                     | Evan                                   | Brent Huff                                                |
| 2009 | Breaking Point                                    | upiór z Berlina (głos)                 | Jeff Celentano                                            |
| 2009 | Order of Redemption                               |                                        | Pinar Toprak                                              |
| 2010 | Sharktopus                                        | komandor Cox                           | Declan O’Brien                                            |
| 2010 | Do Me a Solid (film krótkometrażowy)              | Justin                                 | Worth Keeter                                              |
| 2010 | Podniebni przemytnicy (Kill Speed)                | Skip                                   | Kim Bass                                                  |
| 2011 | Second Chance (film krótkometrażowy)              | Jim                                    | Eric J.P. Lin                                             |
| 2011 | Atwill (film krótkometrażowy)                     | Kobalt                                 | Charles Dennis                                            |
| 2012 | Attack of the 50ft Cheerleader                    | konferansjer                           | Kevin O’Neill                                             |
| 2012 | Forgetting Regret (film krótkometrażowy)          | Buck                                   | Chris Kato                                                |
| 2013 | My Father's Brownies (film krótkometrażowy)       | James Brynes                           | T.J. Pederson                                             |
| 2013 | D-TEC: Pilot (TV)                                 | porucznik Burke                        | Stephen Interrante                                        |
| 2014 | Atwill Web Series (film krótkometrażowy wideo)    | Kobalt                                 | Charles Dennis                                            |
| 2014 | Chicanery                                         | Darren Flare                           | Charles Dennis                                            |
| 2015 | Killing Lazarus                                   | kapitan                                | Desmond Faison                                            |
| 2015 | Mikołaju, ratuj! (Christmas Trade, wideo)         | Billings                               | Joel Souza                                                |

#### Seriale TV
- 1983: Wizards and Warriors
- 1991: In Living Color jako kowboj
- 1994: Diagnoza morderstwo (Diagnosis Murder) jako Tony
- 1995: Prawdziwe potwory (Aaahh!!! Real Monsters) jako Malloy / strażak (głos)
- 1996: Mroczne niebo (Dark Skies) jako Clint Hill
- 1996: Diagnoza morderstwo (Diagnosis Murder) jako oficer Doug Vogel
- 1998-99: Baza Pensacola (Pensacola: Wings of Gold) jako Steve "Psycho" Kessick
- 2000: JAG – Wojskowe Biuro Śledcze (JAG) jako pułkownik Howard Pergament
- 2001: Black Scorpion jako Adam Burns/Inferno
- 2003: Dowody zbrodni (Cold Case) jako Lonnie Gable
- 2003: Lucky jako Kevin
- 2004: Prezydencki poker (The West Wing) jako agent Broder
- 2010: Mad Men jako generał Frank Alvin
- 2011: Biografie (Biography, program TV) w roli samego siebie
- 2013: Agenci NCIS (NCIS: Naval Criminal Investigative Service) jako Marv Hebner

### Reżyser
- 1994: We the People
- 1997: Doborowa kompania (The Bad Pack)
- 2002: 100 Mile Rule
- 2003: Lap Dancing
- 2007: Welcome to Paradise
- 2007: Nocni łowcy (Treasure Raiders)
- 2008: Cat City
- 2009: Serbian Scars
- 2010: Helpless
- 2010: Hero
- 2010: Ostatnia wola (Last Will)
- 2011: It's a Kid's World (segment Helpless)
- 2012: Behind the Orange Curtain
- 2013: Chasing Beauty

### Scenarzysta
- 1994: We the People
- 1997: Doborowa kompania (The Bad Pack)
- 2002: Power Play
- 2003: Oblicze strachu (Face of Terror)
- 2007: Welcome to Paradise
- 2008: Cat City
- 2009: Magic Man
- 2012: Behind the Orange Curtain
- 2014: Black Rose